# 権三と助十
『權三と助十』（ごんざとすけじゅう）は、1926年（大正15年）に初演された岡本綺堂の戯曲、新歌舞伎の演目であり、それを原作とした1937年（昭和12年）製作・公開、伊丹万作脚本・監督による日本の劇映画、トーキーである。いずれも新漢字表記は『権三と助十』。岡本の戯曲は18世紀以降に成立したとされる講談『大岡政談』の一挿話『権三助十』を下敷きにしたものであり、伊丹の映画は本戯曲を原作とした唯一の映画作品である。

同名の映画も存在するが、岡本の戯曲を原作としていないものについては、すべて、

## 略歴・概要
そもそも駕籠舁（かごかき）の権三（ごんざ）と助十（すけじゅう）は、「大岡越前守」の通称で知られる実在の人物、大岡忠相（1677年 - 1752年）についての伝承・評判の類いを集めた講談『大岡政談』のエピソード『小間物屋彦兵衛』のエピソードの登場人物であった。岡本綺堂によれば、そこからスピンオフした『権三助十』を歌舞伎の大舞台で上演したのは、1897年（明治30年）5月、東京市本郷区（現在の東京都文京区本郷）の春木座（後の本郷座）で、三代目片岡我當（のちの十一代目片岡仁左衛門）が「権三」を演じたのが最初だという。
岡本綺堂による戯曲は、2幕ものであり、世話物に分類される。『大岡政談』に取材した作品であるが、「大岡越前守」は登場しない。武士もほとんど登場せず、町人、駕籠舁、左官屋、猿まわし、願人坊主といった身分の低い者が中心の芝居である。初演は1926年（大正15年）7月、東京の歌舞伎座で行われ、権三を十五代目市村羽左衛門、助十を二代目市川左團次がそれぞれ演じた。
伊丹万作による映画では、原作とは異なり、「大岡越前守」が登場し、深見泰三が演じている。伊丹版では、権三を鳥羽陽之助、助十を小笠原章二郎がそれぞれ演じた。

## 登場人物
- 駕籠かき 權三
- 權三の女房 おかん
- 駕籠かき 助十
- 助十の弟 助八
- 家主 六郎兵衞
- 小間物屋 彦兵衞
- 彦兵衞のせがれ 彦三郎
- 左官屋 勘太郎
- 猿まはし 與助
- 願人坊主 雲哲
- 願人坊主 願哲
- 石子伴作

ほかに長屋の男、女、娘、子供、捕方、駕籠舁など

## 映画
『權三と助十』（ごんざとすけじゅう）は、岡本綺堂の同名の戯曲を原作とした1937年（昭和12年）製作・公開、伊丹万作脚本・監督による日本の劇映画、トーキーである。東京国立近代美術館フィルムセンターは、本作の上映用プリントとして、オリジナルと同一の完全尺の35mmフィルムを所蔵している。

### スタッフ・作品データ
- 監督・脚色 : 伊丹万作
- 製作 : 森田信義
- 原作 : 岡本綺堂
- 撮影 : 三木茂
- 照明 : 上林松太郎
- 音楽 : 紙恭輔
- 録音 : 中大路禎二
- 設計（美術） : 高橋庚子
- 演出補佐 : 佐伯清
- 撮影補佐 : 荒木秀三郎

- 製作 : ゼーオー・スタヂオ
- 上映時間（巻数 / メートル） : 81分（9巻 / 2,230メートル） / 現存版 81分（NFC所蔵[6]）
- フォーマット : 白黒映画 - スタンダードサイズ（1.37:1） - モノラル録音（発声版トーキー）
- 公開日 :  日本 1937年10月8日
- 配給 :  東宝映画
- 初回興行 : 千日前・敷島倶楽部

### キャスト
- 高堂國典 - 大家六兵衛
- 澤村昌之助 - 悴新七
- 横山運平 - 源三位の政
- 鬼頭善一郎 - 中津山祐見
- 澤井三郎 - 山中安兵衛
- 山田好良 - 猫丸
- 上田吉二郎 - 運の行者
- 進藤英太郎 - 按摩六藏
- 深見泰三 - 大岡越前守
- 冬木京三 - 彦三郎
- 大家康宏 - 屑屋正兵衛
- 石川冷 - 鳶の者
- 髙松文麿 - 助八
- 花澤徳衛 - 願哲
- 五月潤子 - お百
- 濱路良子 - 乳母
- 藤間房子 - お源
- 金剛麗子 - おかん
- 小笠原章二郎 - 助十
- 花井蘭子 - おとわ
- 鳥羽陽之助 - 權三

### 製作逸話
- 撮影後のラッシュ時に、權三と助十が衣装の半纏を着用していない場面が見つかり、画面が繋がらなくなる事態が発生した。助監督をしていた市川崑が同じくチーフ助監督の佐伯清と共に、伊丹監督の元に謝罪に行くと、伊丹は「どうして君たちが謝るんだ。監督の僕がうかつだったんだ。セットを建て直して、撮り直そう」と淡々と応じ、市川は伊丹の懐の深さに感心したという[7]。